# 1973-as magyar gyeplabdabajnokság
Az 1973-as magyar gyeplabdabajnokság a negyvenharmadik gyeplabdabajnokság volt. A bajnokságban hat csapat indult el, a csapatok négy kört játszottak.

## Tabella
| #  | Csapat              | M  | Gy | D | V  | G+ | G- | P  |
| -- | ------------------- | -- | -- | - | -- | -- | -- | -- |
| 1. | MÁVAUT Volán SC     | 20 | 14 | 1 | 2  | 51 | 6  | 32 |
| 2. | Bp. Építők          | 20 | 10 | 9 | 1  | 36 | 12 | 29 |
| 3. | Kinizsi Sörgyár SK  | 20 | 9  | 8 | 3  | 36 | 9  | 26 |
| 4. | Gödöllői Ganz-Vasas | 20 | 8  | 3 | 9  | 10 | 19 | 19 |
| 5. | Budai Pedagógus     | 20 | 3  | 6 | 11 | 15 | 32 | 12 |
| 6. | Autótaxi SK         | 20 | 0  | 2 | 18 | 5  | 75 | 2  |

* M: Mérkőzés Gy: Győzelem D: Döntetlen V: Vereség G+: Ütött gól G-: Kapott gól P: Pont